# 홀로노미

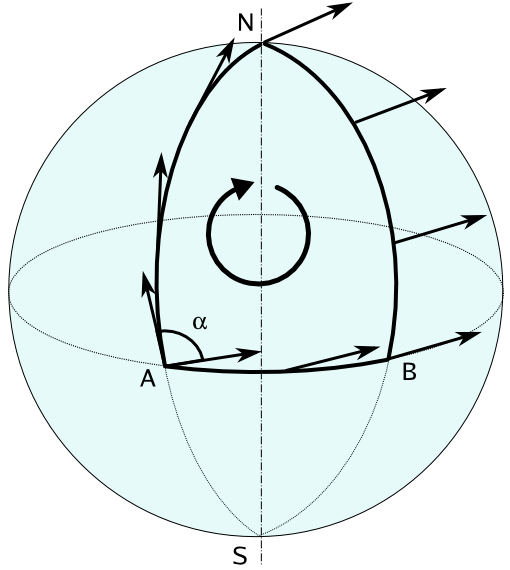
구면 상의 평행 운송의 결과는 경로에 의존한다. 벡터를 A → N → B로 수송하면 그냥 A → B로 수송한 것과는 다른 벡터가 나오는 것이다. 접속의 홀로노미는 이와 같이 달라지는 정도를 측정한다.

미분기하학에서, 매끄러운 다양체 상에 주어진 코쥘 접속 또는 에레스만 접속의 홀로노미(holonomy)는 곡률의 존재로부터 나타나는 기하학적 결과로, 닫힌 곡선을 따라 평행 운송을 했을 때 기하학적 정보가 변형되는 정도를 측정한 것이다. 평탄한 접속의 홀로노미는 모노드로미의 일종이며, 본질적으로 대역적인(global) 개념이다. 굽은 접속의 경우 홀로노미는 자명치 않은 국소적 측면과 대역적 측면을 함께 가진다.

## 정의
다음이 주어졌다고 하자.
- 매끄러운 다양체 {\displaystyle M}
- 매끄러운 벡터 다발 {\displaystyle \pi \colon E\to M}
- {\displaystyle E} 속의 코쥘 접속 {\displaystyle \nabla }
- 점 {\displaystyle x\in M}

그렇다면, {\displaystyle x}를 통과하는 조각마다 매끄러운 폐곡선 {\displaystyle \gamma \in {\mathcal {L}}_{x}}에 대하여, 코쥘 접속은 평행 운송 사상
{\displaystyle P_{\gamma }\colon E_{x}\to E_{x}}
을 정의한다. 이 사상은 가역 선형 변환이므로, 일반 선형군 {\displaystyle \operatorname {GL} (E_{x})}의 원소이다. 점 {\displaystyle x\in M}에서의  (대역) 홀로노미(영어: global holonomy) {\displaystyle \operatorname {Hol} _{x}(\nabla )}는 다음과 같은 부분군이다.
{\displaystyle \operatorname {Hol} _{x}(\nabla )=\{P_{\gamma }\in {\mbox{GL}}(E_{x})\mid \gamma \in {\mathcal {L}}_{x}\}\leq \operatorname {GL} (E_{x})}
(폐곡선들을 이으면 {\displaystyle P_{\gamma \gamma '}=P_{\gamma }P_{\gamma '}}이며, 폐곡선의 방향을 뒤집으면 {\displaystyle P_{\bar {\gamma }}=P_{\gamma }^{-1}}이 되므로, 이는 부분군을 이룬다.)
여기서 {\displaystyle {\mathcal {L}}_{x}} 대신 상수 함수와 호모토픽한 조각마다 매끄러운 고리의 집합 {\displaystyle {\mathcal {L}}_{x}^{0}\subset {\mathcal {L}}_{x}}를 쓰면 국소 홀로노미(영어: local holonomy)
{\displaystyle \operatorname {Hol} _{x}^{0}(\nabla )=\{P_{\gamma }\in {\mbox{GL}}(E_{x})\mid \gamma \in {\mathcal {L}}_{x}^{0}\}\leq \operatorname {Hol} _{x}(\nabla )}
를 얻는다. 정의에 따라, 국소 홀로노미는 따라서 대역 홀로노미의 부분군이다.

## 엠브로즈-싱어 정리
엠브로즈-싱어 정리는 워렌 엠브로즈(Warren Ambrose)와 이사도어 싱어(Isadore M. Singer)의 정리로, 주다발안에서 접속의 홀로노미와 접속의 곡률 형식에 대한 정리다. 예를 들어 아핀 접속에서 곡률은 미소평행사변형을 따라서 생긴다.
일반적으로, 리 군 구조 G를 갖춘 P위의 주다발P → M  안에서 접속의 홀로노미를 보자.  {\displaystyle {\mathfrak {g}}}를 G의 리 대수라고 하자. 이 접속의 곡률 형식은 P위의 {\displaystyle {\mathfrak {g}}}-값 2-형식 Ω이다. 그러면 엠브로즈-싱어 정리는 다음과 같다:
{\displaystyle \operatorname {Hol} _{p}(\omega )}의 리 대수는 형식 {\displaystyle \Omega _{q}(X,Y)}의 리 대수 {\displaystyle {\mathfrak {g}}}의 모든 원소들로 생성된다. 여기서 q는 p와 수평곡선으로 연결될 수 있는 모든 점들이고(q ~ p), X 와 Y는 q에서 수평 접벡터들이다.

## 리만 다양체의 홀로노미
리만 다양체는 그 접다발과 레비치비타 접속을 지니므로, 이에 대한 홀로노미를 정의할 수 있다. 다른 수식어 없이 "리만 다양체의 홀로노미"라 하면 이를 지칭한다. {\displaystyle n}차원 리만 다양체의 홀로노미는 {\displaystyle O(n)}의 닫힌 리 부분군이다 (Borel & Lichnerowitz). 가향(可向) 리만 다양체의 홀로노미는 {\displaystyle SO(n)}의 부분군이다. 대체로 더 대칭적이고 규칙적일 수록 홀로노미가 작아진다.

### 베르제 분류
"일반적인" 리만 다양체의 홀로노미는 프랑스의 마르셀 베르제(프랑스어: Marcel Berger)가 1955년에 분류하였고, 다음과 같다. 여기서 "일반적"이란 것은 단일 연결이고, 국소적으로 곱공간(product space)이 아니고, 국소적으로 대칭 공간이 아닌 다양체다.
| 홀로노미    | 차원 | 종류               |
| ----------- | ---- | ------------------ |
| SO(n)       | n    | 가향 다양체        |
| U(n)        | 2n   | 켈러 다양체        |
| SU(n)       | 2n   | 칼라비-야우 다양체 |
| Sp(n)·Sp(1) | 4n   | 사원수-켈러 다양체 |
| Sp(n)       | 4n   | 초켈러 다양체      |
| G2          | 7    | (이름 없음)        |
| Spin(7)     | 8    | (이름 없음)        |

Sp(n) ⊂ SU(2n) ⊂ U(2n) ⊂ SO(4n)이므로, 모든 초켈러 다양체는 칼라비-야우 다양체이고, 모든 칼라비-야우 다양체는 켈러 다양체이고, 모든 켈러 다양체는 가향다양체다.
준 리만 다양체의 경우도 비슷하게 분류할 수 있다.
| 홀로노미      | 차원     |
| ------------- | -------- |
| SO(p,q)       | (p,q)    |
| SO(n,ℂ)       | (n, n)   |
| U(p,q)        | (2p, 2q) |
| SU(p,q)       | (2p, 2q) |
| Sp(p,q)·Sp(1) | (4p, 4q) |
| Sp(p,q)       | (4p, 4q) |
| 분할 G₂       | (4,3)    |
| G₂(ℂ)         | (7,7)    |
| Spin(4,3)     | (4,4)    |
| Spin(7,ℂ)     | (7,7)    |

(국소) 대칭 공간은 정의상 국소적으로 G/H의 꼴로 나타낼 수 있다. 여기서 G는 리 군, H는 특정한 성질을 지닌  부분군이다. 이 때, 국소적 홀로노미는 H이다.

### 홀로노미와 스피너
스핀 구조를 지닌 리만 다양체는 스피너 다발과 그 안에 스핀 접속 ω를 지니므로, 스피너에 대하여 홀로노미 Hol(ω)를 정의할 수 있다. 스피너 홀로노미와 스피너는 다음과 같은 관계를 지닌다. 2n차원 스핀 다양체를 생각하자.
- Hol(ω) ⊂ U(n)의 필요 충분 조건은 평행 (공변상수) 사영 순수 스피너 장 (parallel/covariantly constant projective pure spinor field)이 존재하는 것이다.
- Hol(ω) ⊂ SU(n)의 필요 충분 조건은 평행 순수 스피너 장이 존재하는 것이다. (6차원 이하의 공간에서는 모든 스피너 장은 순수 스피너 장이다.)
- 7차원에서, Hol(ω) ⊂ G₂의 필요 충분 조건은 (자명하지 않은) 평행 스피너 장이 존재하는 것이다.
- 8차원에서, Hol(ω) ⊂ Spin(7)의 필요 충분 조건은 (자명하지 않은) 평행 스피너 장이 존재하는 것이다.

#### 끈 이론에 응용
이 사실은 끈 이론에서 용이하게 쓰인다. 초끈 이론에서는 10차원의 시공을 4차원으로 축소화하면서 하나의 초대칭을 남기려 한다. 이에 따라 6차원의 내부 공간에 평행 스피너 장이 존재하여야 하므로, 6차원 내부 공간은 SU(3)의 부분군인 홀로노미를 가지게 돼 칼라비-야우 다양체를 이룬다. 마찬가지로 11차원에 존재하는 M이론을 축소화하려면 7차원의 내부공간의 홀로노미가 G₂의 부분군이어야 하고, 마찬가지로 12차원의 F-이론은 Spin(7) 다양체에 축소화할 수 있다.